# 玛丽亚·葆拉·萨拉斯
玛丽亚·葆拉·萨拉斯·苏尼加（西班牙語：María Paula Salas Zúñiga；2002年7月12日—），哥斯达黎加女子足球运动员，司职前锋，目前效力于阿特拉斯足球俱乐部和哥斯达黎加国家女子足球队。她曾代表哥斯达黎加参加2022年中北美洲及加勒比海女子足球锦标赛和2023年国际足联女子世界杯等多场国际赛事。